# Léonce Reynaud
Léonce Reynaud (Lione, 1º novembre 1803 – Parigi, 14 febbraio 1880) è stato un ingegnere e architetto francese, conosciuto in particolare per aver progettato e costruito la maggior parte dei fari marittimi della Francia moderna.

## Biografia
Nel 1821 entrò all'École polytechnique ma ne venne escluso l'anno successivo per ragioni politiche. Proseguì i propri studi d'architettura ed entrò nel 1831 all'École des ponts et chaussées. Nel 1833, venne nominato aspirante ingegnere ed entrò nel consiglio generale del Corps des ponts et chaussées dove incontrò il fratello di Augustin Fresnel, Léonor Fresnel, all'epoca segretario della commission des phares, del quale divenne l'assistente.
Nel 1834, Reynaud venne incaricarto di progettare il faro degli Héaux de Bréhat, presso la Côtes-d'Armor. La base del faro era ispirata ai fari inglesi di Eddystone e di Bell Rock. La sua forma ellittica permetteva di avere una notevole resistenza ai flutti, consentendo così alla struttura di elevarsi in sicurezza sino a 47 metri. Venne quindi nominato ingegnere del suo dipartimento.
Alla fine del 1837, Reynaud venne prescelto quale professore d'architettura all'École polytechnique. Divenne successivamente supplente alla cattedra d'archiettura all'Ecole des Ponts et Chaussées nel 1841, prima di divenirne titolare nel 1847. Tra il 1842 ed il 1847, Léonce Reynaud progettò la prima Gare du Nord di Parigi, la cui facciata venne poi smontata e reinstallata a quella di Lille nel 1860. Venne nominato ispettore generale degli edifici diocesani dal 1853 al 1856.
In parallelo, Léonce Reynaud proseguì la sua collaborazione con Léonor Fresnel nella progettazione di fari per la marina francese. Gli succederà a capo del suo ufficio nel 1846 e vi rimarrà sino al 1878. Disegnò personalmente quindi la maggior parte dei progetti dei fari marittimi della Francia moderna, tra i quali i più noti sono indubbiamente quelli di Fréhel, les Baleines sull'île de Ré nonché i primi fari metallici costruiti in Francia come il faro Amédée in Nuova Caledonia e quelo di Roches-Douvres nella Manica. Ispettore generale des Ponts et Chaussées nel 1856, venne nominato direttore della medesima scuola nel 1869 rimanendo in carica sino al 1874. Si espresse a più riprese contro la demolizione del Palazzo delle Tuileries.

## Opere
- Traité d'architecture, Parigi, Carilian-Goeury, 1850
- Mémoire sur l'éclairage et le balisage des côtes de France, Parigi, Imprimerie impériale, 1864
- Application de l'huile minérale à l'éclairage des phares, Parigi, Éditions Dunod, 1873